# Lipoltice
Lipoltice là một làng thuộc huyện Pardubice, vùng Pardubický, Cộng hòa Séc.